# Miguel Delibes
Pour les articles homonymes, voir Delibes.

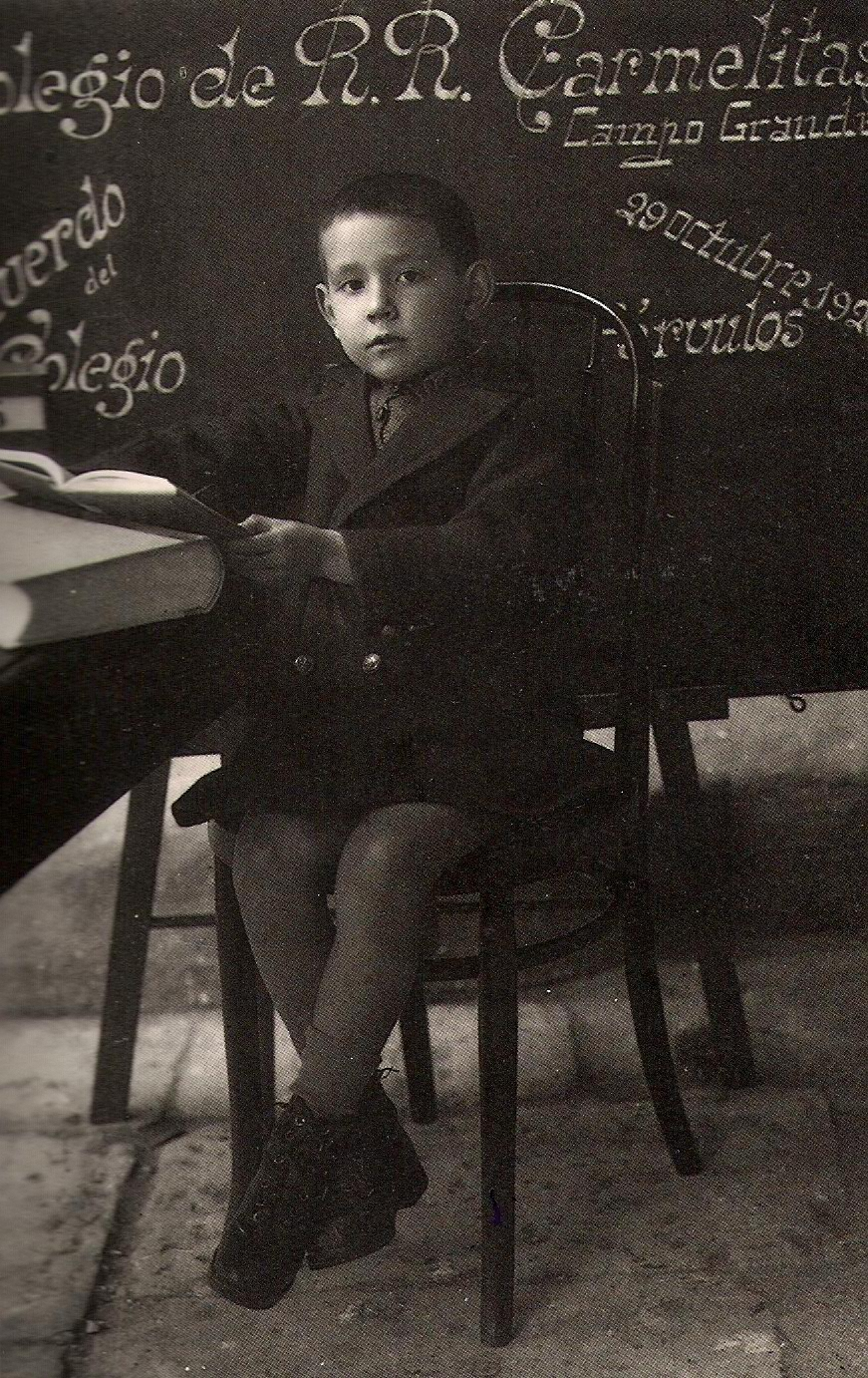
Miguel Delibes à l'âge de six ans.

Miguel Delibes Setién (né le 17 octobre 1920 à Valladolid, Castille-et-León et mort dans la même ville le 12 mars 2010) est un écrivain espagnol de la Génération de 36.
Au cours de sa très longue carrière, a reçu de très nombreux prix dont le Prix Princesse des Asturies de littérature en 1982, le Prix national des lettres espagnoles en 1984 et le prix Cervantes en 1993 pour l'ensemble de son œuvre, ainsi que le Prix national de littérature narrative à deux reprises : pour Diario de un cazador en 1955, et pour El hereje (es) en 1999.

## Biographie
Après des études de droit, pendant lesquelles il suit en parallèle une formation au dessin et à la peinture, Miguel Delibes devient enseignant et journaliste.
En 1941, il entre au journal El Norte de Castilla comme dessinateur. Il devient rédacteur du quotidien au cours des années 1950, puis est nommé directeur en 1958. Il rend compte de l'actualité locale et régionale et met en lumière les problèmes sociaux auxquels est confrontée la Castille. Son approche déplait au ministère de l'Information.
Delibes obtint le prix Nadal en 1947 pour son premier roman La sombra del ciprés es alargada (L'ombre du cyprès est allongée). Ses romans se déroulent pour la plupart dans le cadre de la Castille de l'après-guerre. Certains décrivent le milieu rural comme El camino (Le Chemin, 1950), Diario de un cazador (Journal d'un chasseur, 1955), Las ratas (Les Rats, 1962) ou plus tard Los santos inocentes (Les Saints Innocents, 1982). D'autres ont pour cadre des villes moyennes de province, comme Mi idolatrado hijo Sisí (1953) ou Cinco horas con Mario (Cinq heures avec Mario, 1971).
En 1998 il publie El hereje (L'hérétique), un roman historique, situé à l'époque de la contre-Réforme à Valladolid.

## Thèmes
Son œuvre est marquée par un profond humanisme d'inspiration chrétienne et par l'influence de romanciers comme Ivan Tourgueniev. Son amour pour la nature, la chasse et les paysages de Castille l'a fait passer à tort pour un écrivain "ruraliste". Si une partie non négligeable de son abondante bibliographie est en effet consacrée à ces thèmes, Miguel Delibes est surtout un grand styliste qui a également donné des écrits extrêmement engagés, jouant parfois avec les procédés de la littérature d'avant-garde (Parábola del Náufrago, 1969). Il aura d'ailleurs maille à partir avec la censure du régime franquiste en de nombreuses occasions (son deuxième roman, Aún es de día, sera censuré et son journal connaîtra de nombreuses vicissitudes).

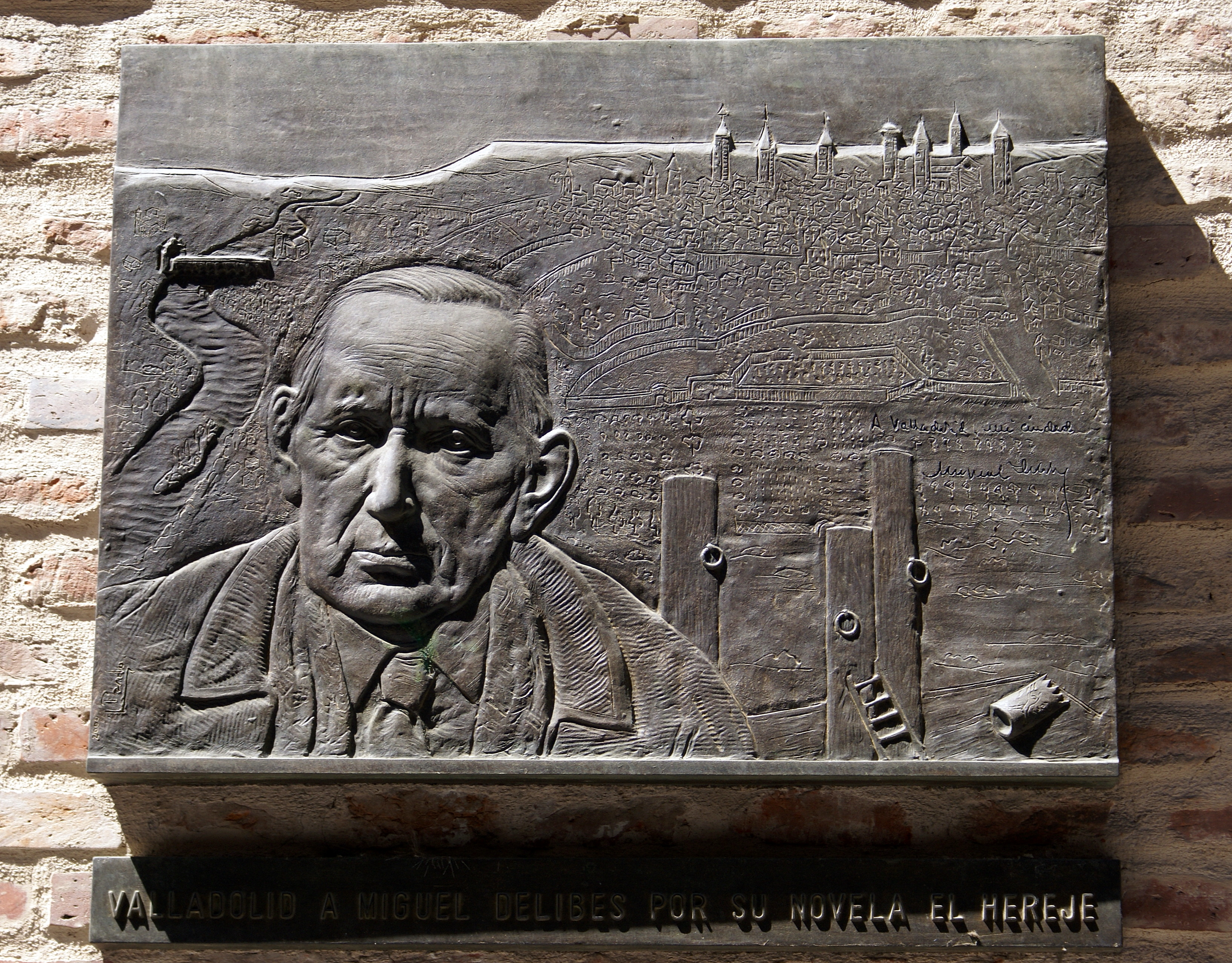
Plaque installée rue Santiago à Valladolid.

Cinq heures avec Mario a connu un fort retentissement dans l'Espagne de la fin du franquisme. Le roman met en scène une veuve qui veille le cercueil de son mari mort subitement et soliloque cinq heures durant, dans un discours presque entièrement fait de lieux communs qui met en évidence le contraste entre la médiocrité conformiste de la veuve et la personnalité du mari professeur de lycée, intellectuel provincial, chrétien progressiste, brimé par le régime. La restitution du langage et de la mesquinerie quotidienne de la petite bourgeoisie provinciale espagnole des années 1960 est saisissante, mais à travers le discours de Carmen s'expriment aussi les frustrations, la solitude de la femme mariée dans une société fermée. Son adaptation au théâtre par l'auteur lui-même, avec Lola Herrera dans le rôle de Carmen Sotillo, tiendra l'affiche pendant près de 10 ans — avec quelques interruptions — de 1979 à 1989.

## Récompenses
Lors de sa très longue carrière, il reçoit de très nombreux prix dont le Prix Princesse des Asturies de littérature en 1982, le Prix national des lettres espagnoles en 1984 et le prix Cervantes en 1993 pour l'ensemble de son œuvre, ainsi que le Prix national de littérature narrative à deux reprises : pour Diario de un cazador en 1955, et pour El hereje (es) en 1999.
Il a soutenu à ses débuts l'écrivain Francisco Umbral.

## Famille
Miguel Delibes a un lointain lien de parenté avec Léo Delibes.

## Livres

### Livres traduits en français
- Les Rats (1962), traduit par Rudy Chaulet (Verdier, coll. « Otra memoria », 1990).
- Les Saints Innocents (1981), traduit par Rudy Chaulet (Verdier, coll. « Otra memoria », 1992).
- Le Chemin (1950), traduit par Rudy Chaulet (Verdier, coll. « Otra memoria », 1994).
- Le Fou, traduit par Dominique Blanc (Verdier, coll. « Otra memoria », 1995).
- Le Linceul (1970), traduit par Rudy Chaulet (Verdier, coll. « Otra memoria », 1998).
- Dame en rouge sur fond gris (1991), traduit par Dominique Blanc (Verdier, coll. « Otra memoria », 1998).
- Vieilles histoires de Castille (1964), traduit par Rudy Chaulet (Verdier, coll. « Otra memoria », 2000).
- L’Hérétique (1998), traduit par Rudy Chaulet (Verdier, coll. « Otra memoria », 2000).
- L’Étoffe d’un héros (1987), traduit par Dominique Blanc (Verdier, coll. « Otra memoria », 2002).
- Cinq heures avec Mario (1966), traduit par Dominique Blanc (Verdier, coll. « Verdier/poche », 2010).

### Autres
- El disputado voto del señor Cayo (1978)